# Ancelle del Sacro Cuore di Gesù agonizzante
Le ancelle del Sacro Cuore di Gesù Agonizzante sono un istituto religioso femminile di diritto pontificio: le suore di questa congregazione pospongono al loro nome la sigla A.S.C.G.A.. 

I religiosi don Marco Morelli e madre Margherita Ricci Curbastro, fondatori dell'Istituto.

Superiora generale è, dal 2019, madre Maria Soccorsa La Vacca.

## Storia
Costanza Ricci Curbastro nacque a Lugo il 6 ottobre 1856 da nobile famiglia. Sorella di Gregorio (1853-1925), famoso matematico, entrò giovinetta nel monastero del Corpus Domini di Forlì tra le Piccole Figlie.

Nel 1888, insieme al sacerdote lughese don Marco Morelli, fondò in paese l'istituto religioso per la cura e l'educazione delle ragazze povere. Assunto il nome religioso di Margherita, guidò l'istituto con carità e umiltà unitamente a don Morelli fino alla morte di quest'ultimo (1912). Successivamente resse le sorti dell'istituto fino alla morte (il 7 gennaio 1923 a Lugo) con prodigalità materna.

Il 14 luglio 1988 la Congregazione delle cause dei santi ha concesso al vescovo di Imola il nihil ostat all'istruzione di un'inchiesta diocesana sulle sue virtù eroiche. 

Il 31 maggio 1995 la Santa Sede ha espresso parere favorevole sulla validità giuridica dell'inchiesta diocesana e ha dato inizio alla fase romana del processo.

Il 14 aprile 2018 Papa Francesco ha promulgato il decreto riguardante le virtù eroiche della fondatrice ed ha così proclamato madre Margherita Ricci Curbastro Venerabile.
La congregazione fu fondata a Lugo il 17 ottobre 1888 dal venerabile monsignor Marco Morelli (Lugo, 3 marzo 1834 - ivi, 27 giugno 1912) assieme con la venerabile madre Margherita Ricci Curbastro (1856-1923). L'anno seguente don Morelli iniziò a scrivere le regole della congregazione, nelle quali definì il fine dell'Istituto: riparare il Cuore di Gesù agonizzante dalle innumerevoli ingiurie che riceve dai cristiani, santificare i suoi membri i quali sono chiamati a cooperare col Cuore Divino per la salvezza del prossimo, e specialmente delle figlie del popolo e degli agonizzanti. Mosse da carità, le Ancelle devono operare a beneficio delle fanciulle con grande amore, con alacrità d'animo cordiale e generoso.
Inizialmente le suore si dedicarono all'educazione delle fanciulle orfane e abbandonate ed alla loro promozione attraverso il lavoro. Nei laboratori della Congregazione le ragazze accolte dalla suore vennero avviate ai lavori di sarta, ricamatrice e tessitrice. Nel 1891 i laboratori ottennero la qualifica ufficiale di «Scuole di lavoro». Successivamente le suore del Sacro Cuore fondarono nuove sedi a Firenze e Forlì e, durante la prima guerra mondiale, furono particolarmente attive nell'assistenza ai profughi e agli orfani di guerra.
A partire dagli anni venti si diffusero in tutta Italia: ricevettero il pontificio decreto di lode il 30 novembre 1931.

## Attività e diffusione
Le religiose si dedicano soprattutto all'istruzione e all'educazione cristiana della gioventù.
In Italia
Lugo - Casa Madre: Istituto tecnico, Scuola media, Scuola elementare e materna; Centro di formazione professionale "Sacro Cuore"; attività pastorali; Casa di accoglienza "Sacro Cuore"; Casa di spiritualità "Madre Margherita Ricci Curbastro"; Comunità contemplativa "Oasi"; Opera emaldiana.
 Bagnara di Romagna - Scuola materna e nido; Attività pastorali.
 Borgo Tossignano: Scuola materna; Attività pastorali.
 Bologna: Casa del clero presso Ospedale "Nigrisoli";
Baragazza (frazione San Giacomo): Casa di spiritualità;
Cesenatico: Villa "Lina Ricci Curbastro" (nei mesi estivi);
Firenze: pensionato; Montemurlo: Scuola elementare e materna; Attività pastorali;
Cutigliano: Pensionato e attività pastorali;
Quarrata (frazione Ferruccia): Scuola materna; Attività pastorali;
Roma: Curia generalizia; Scuola elementare, materna e sezione primavera;
Tivoli Terme: Scuola materna;
Assemini: Scuola materna; Attività pastorali;
Torremaggiore: Attività assistenziali e pastorali.
In terra di missione
- Brasile

Cabuçu: Attività educative e pastorali;
São Bernardo do Campo: Centro di formazione professionale "don Leo Commissari" e Scuola materna.
- Colombia

Ramiriquí: Ancianato Divino Niño e attività educative.
- Filippine

Las Piñas: Metro Manila, Scuola materna "Madre Margherita Ricci Curbastro".
- Togo

Lomé-Agoé: Comunità di formazione e Scuola materna;
Sada-Atakpamé: Istituto Tecnico "Sacro Cuore", Scuola materna, Scuola elementare.
- Benin

Wé-Wé-Djougou Rurale: Dispensario.
- Indonesia

Kupang: Attività educative e pastorali;
Ruteng: Comunità di formazione; Scuola materna "Madre Margherita Ricci Curbastro"; Attività pastorali.
La superiora generale risiede a Roma. Dal 1994 al 2013 ha ricoperto tale ruolo per tre mandati suor Celestina Turci, al secolo Colomba (1940-2020). Dal 2013 al 2019 è stata superiora generale madre Rossella Bergna. Dal 14 agosto 2019 ricopre il ruolo madre Maria Soccorsa La Vacca.
Alla fine del 2008 la congregazione contava 190 religiose in 28 case.